# Тань Чжун'ї
Тань Чжун'ї (кит.: 谭中怡; 29 травня 1991) — китайська шахістка, гросмейстер (2017). Шістнадцята чемпіонка світу (2017). Триразова чемпіонка Китаю.
У складі збірної Китаю переможниця командних чемпіонату світу 2011 та 2019 років, срібна призерка шахової олімпіади 2014 року.
Її рейтинг станом на квітень 2024 року — 2521 (7 місце у світі серед жінок, 4 — серед шахісток Китаю).
Здобула перемогу на Турнірі претенденток 2024.

## Кар'єра
Двічі виграла чемпіонат світу серед дівчат до 10 років 2000 і 2001 (обидва в місті Орпеза), а також 2002 року до 12 років в Іракліоні.
На чемпіонаті світу серед жінок 2008 її вибила в другому раунді Піа Крамлінг 1.5-0.5.
У травні 2015 році, набравши 8½ очок з 11 можливих (+7-1=3), Тань Чжун'ї стала чемпіонкою Китаю.
У липні 2015 року з результатом 8½ очок з 11 можливих (+7-1=3) стала переможницею зонального турніру № 3.5, що проходив у м.Чжуншань (Китай).
У лютому-березні 2017 року перемігши з рахунком 3½ — 2½ Анну Музичук у фіналі чемпіонату світу із шахів серед жінок, що проходив в Ірані, Тань Чжун'ї стала шістнадцятою чемпіонкою світу.
У травні 2018 року Тань Чжун'ї не змогла захистити титул чемпіонки світу поступившись своїй співвітчизниці Цзюй Веньцзюнь в чемпіонському матчі з рахунком 4½ — 5½.
У січні 2019 року з результатом 7 очок з 10 можливих (+5=4-1) Чжун'ї стала найкращою серед жінок на традиційному опен-турнірі «Gibraltar Chess Festival 2019», що проходив у Гібралтарі.
У березні 2019 року у складі збірної Китаю стала переможницею командного чемпіонату світу, що проходив в Астані. Крім того, набравши 77,8 % можливих очок, китаянка посіла 1-ше місце серед шахісток, які виступали на першій шахівниці.
У червні 2019 року взяла участь у турнірі претенденток, переможниця якого отримувала право зіграти у матчі на першість світу з чинною чемпіонкою Цзюй Веньцзюнь (Китай). Набравши 7 очок з 14 можливих (+4-4=6), китаянка разом з Катерина Лагно розділила 3-4 місця, поступившись 2½ очками переможниці турніру росіянці Олександрі Горячкіній.
У грудні 2019 року на чемпіонаті світу зі швидких та блискавичних шахів, китаянка посіла:
 — 5-те місце у турнірі зі швидких шахів, набравши 8½ очок з 12 можливих (+7-2=3),
 — 3-тє місце у турнірі з блискавичних шахів, набравши 12 очок з 17 можливих (+9-2=6).
У січні 2020 року Тань Чжун'ї другий рік поспіль стала найкращою серед жінок на турнірі «Gibraltar Chess Festival 2020». Її результат 7 очок з 10 можливих (+5-1=4).
У квітні 2024 року здобула перемогу на Турнірі претенденток.

## Статистика виступів у складі збірної Китаю
За період виступів у складі збірної Китаю (Китаю-2) Тань Чжун'ї зіграла у 11-ти командних турнірах, зокрема: шахова олімпіада — 2 рази, командний чемпіонат світу — 6 разів, командний чемпіонат Азії — 3 рази. При цьому Тань Чжун'ї здобула 4 золоті нагороди (чемпіонат світу 2008, 2019, чемпіонат Азії 2014, 2016), три срібні нагороди (чемпіонат світу 2013, 2017, шахова олімпіада 2014) та бронзову нагороду чемпіонату світу 2015 року.

Також Чжун'ї здобула 8 індивідуальних нагород, з них 5 — золоті, 2 — срібні, 1 — бронзова.

 Загалом у складі збірних Китаю Тань Чжун'ї зіграла 87 партій, у яких набрала 61½ очко (+45=33-9), що становить 70,7 % від числа можливих очок.
| Рік  | Турнір           | Місто           | Збірна  | Дошка  | Рейтинг | + | = | − | Результат | % очок | Турнірний рейтинг | Командне місце | Особисте місце |
| ---- | ---------------- | --------------- | ------- | ------ | ------- | - | - | - | --------- | ------ | ----------------- | -------------- | -------------- |
| 2008 | шахова олімпіада | Дрезден         | Китай   | резерв | 2395    | 5 | 0 | 2 | 5 з 7     | 71,4   | 2449              | 8              |                |
| 2009 | чемпіонат світу  | Нінбо           | Китай-2 | 1      | 2435    | 3 | 5 | 0 | 5½ з 8    | 68,8   | 2597              | 9              | Gold           |
| 2011 | чемпіонат світу  | Мардін          | Китай   | 4      | 2448    | 5 | 4 | 0 | 7 з 9     | 77,8   | 2466              | Gold           | Gold           |
| 2012 | чемпіонат Азії   | Цзаочжуан       | Китай-2 | 1      | 2430    | 5 | 3 | 1 | 6½ з 9    | 72,2   | 2530              |                | Silver         |
| 2013 | чемпіонат світу  | Астана          | Китай   | 3      | 2471    | 5 | 4 | 0 | 7 з 9     | 77,8   | 2570              | Silver         | Gold           |
| 2014 | чемпіонат Азії   | Тебриз          | Китай   | 3      | 2460    | 2 | 1 | 1 | 2½ з 4    | 62,5   | 2413              | Gold           | Gold           |
| 2014 | шахова олімпіада | Тромсе          | Китай   | 4      | 2468    | 5 | 2 | 2 | 6 з 9     | 66,7   | 2402              | Silver         | 5              |
| 2015 | чемпіонат світу  | Ченду           | Китай   | 2      | 2487    | 1 | 5 | 1 | 3½ з 7    | 50,0   | 2410              | Bronze         | 7              |
| 2016 | чемпіонат Азії   | Абу-Дабі        | Китай   | 3      | 2518    | 5 | 2 | 0 | 6 з 7     | 85,7   | 2377              | Gold           | Silver         |
| 2017 | чемпіонат світу  | Ханти-Мансійськ | Китай   | 2      | 2517    | 4 | 3 | 2 | 5½ з 9    | 61,1   | 2468              | Silver         | Bronze         |
| 2019 | чемпіонат світу  | Астана          | Китай   | 1      | 2513    | 5 | 4 | 0 | 7 з 9     | 77,8   | 2644              | Gold           | Gold           |

## Зміни рейтингу
| На цьому місці має відображатися графік чи діаграма, однак з технічних причин його відображення наразі вимкнено. Будь ласка, не видаляйте код, який викликає це повідомлення. Розробники вже працюють для того, щоби відновити штатне функціонування цього графіка або діаграми. | |
| | На цьому місці має відображатися графік чи діаграма, однак з технічних причин його відображення наразі вимкнено. Будь ласка, не видаляйте код, який викликає це повідомлення. Розробники вже працюють для того, щоби відновити штатне функціонування цього графіка або діаграми. |